# Pablo Torre
Pablo Torre Carral (Soto de la Marina, Cantabria, 3 de abril de 2003) es un futbolista español que juega de centrocampista en el R. C. D. Mallorca de la Primera División de España.
Es hijo de Esteban Torre, exfutbolista del Racing de Santander en los años 1990, entre otros equipos.

## Trayectoria

### F. C. Barcelona
En marzo de 2022 se confirmó su fichaje por el Fútbol Club Barcelona, para la temporada 2022-23. En su primera temporada alternó partidos con el primer equipo, como con el Fútbol Club Barcelona Atlètic. Su debut oficial se produjo en Liga de Campeones, en una victoria en el primer partido de fase de grupos contra el Viktoria Pilsen por 5-1. Su primer gol también fue contra el Viktoria Pilsen, en el partido de vuelta de fase de grupos. A su vez, fue su primer partido como titular.
Para la temporada 2023-24, fue cedido al Girona Fútbol Club, por una temporada.
En la temporada 2024-25, volvió al primer equipo del Barça, portando el dorsal 14. Con la llegada de Hansi Flick al banquillo del Barça, tomó más protagonismo en el tramo inicial de la temporada, siendo titular en tres partidos consecutivos de La Liga. En el partido correspondiente a la jornada 10 de Liga contra el Sevilla F. C., anotó un doblete saliendo como suplente, marcando dos goles en los minutos 82 y 88.
El 14 de julio de 2025 puso fin a su etapa de azulgrana tras ser traspasado al R. C. D. Mallorca, con el que firmó hasta junio de 2029.

## Estadísticas

### Clubes
Actualizado al último partido disputado el 30 de marzo de 2025.
| Club                             | Div.          | Temporada     | Liga  | Liga  | Liga   | Copas nacionales | Copas nacionales | Copas nacionales | Copas internacionales | Copas internacionales | Copas internacionales | Total | Total | Total  |
| Club                             | Div.          | Temporada     | Part. | Goles | Asist. | Part.            | Goles            | Asist.           | Part.                 | Goles                 | Asist.                | Part. | Goles | Asist. |
| -------------------------------- | ------------- | ------------- | ----- | ----- | ------ | ---------------- | ---------------- | ---------------- | --------------------- | --------------------- | --------------------- | ----- | ----- | ------ |
| Rayo Cantabria · España          | 3.ª           | 2019-20       | 1     | 0     | 0      | 0                | 0                | 0                | ―                     | ―                     | ―                     | 1     | 0     | 0      |
| Rayo Cantabria · España          | Total club    | Total club    | 1     | 0     | 0      | 0                | 0                | 0                | 0                     | 0                     | 0                     | 1     | 0     | 0      |
| Racing de Santander · España     | 2.ª B         | 2020-21       | 24    | 4     | 0      | 1                | 0                | 0                | ―                     | ―                     | ―                     | 25    | 4     | 0      |
| Racing de Santander · España     | 1.ª F         | 2021-22       | 32    | 10    | 8      | 2                | 0                | 0                | ―                     | ―                     | ―                     | 34    | 10    | 8      |
| Racing de Santander · España     | Total club    | Total club    | 56    | 14    | 8      | 3                | 0                | 0                | 0                     | 0                     | 0                     | 59    | 14    | 8      |
| F. C. Barcelona Atlètic · España | 1.ª F         | 2022-23       | 3     | 0     | 0      | ―                | ―                | ―                | ―                     | ―                     | ―                     | 3     | 0     | 0      |
| F. C. Barcelona Atlètic · España | Total club    | Total club    | 3     | 0     | 0      | 0                | 0                | 0                | 0                     | 0                     | 0                     | 3     | 0     | 0      |
| F. C. Barcelona · España         | 1.ª           | 2022-23       | 8     | 0     | 0      | 2                | 0                | 1                | 3                     | 1                     | 0                     | 13    | 1     | 1      |
| Girona F. C. · España            | 1.ª           | 2023-24       | 26    | 0     | 2      | 3                | 1                | 0                | ―                     | ―                     | ―                     | 29    | 1     | 2      |
| Girona F. C. · España            | Total club    | Total club    | 26    | 0     | 2      | 3                | 1                | 0                | 0                     | 0                     | 0                     | 29    | 1     | 2      |
| F. C. Barcelona · España         | 1.ª           | 2024-25       | 10    | 3     | 1      | 2                | 1                | 2                | 2                     | 0                     | 0                     | 14    | 4     | 3      |
| F. C. Barcelona · España         | Total club    | Total club    | 18    | 3     | 1      | 4                | 1                | 3                | 5                     | 1                     | 0                     | 27    | 5     | 4      |
| R. C. D. Mallorca · España       | 1.ª           | 2025-26       | 0     | 0     | 0      | 0                | 0                | 0                | ―                     | ―                     | ―                     | 0     | 0     | 0      |
| R. C. D. Mallorca · España       | Total club    | Total club    | 0     | 0     | 0      | 0                | 0                | 0                | 0                     | 0                     | 0                     | 0     | 0     | 0      |
| Total carrera                    | Total carrera | Total carrera | 104   | 17    | 11     | 10               | 2                | 3                | 5                     | 1                     | 0                     | 119   | 20    | 14     |

## Palmarés

### Títulos nacionales
| Título                     | Club            | País   | Año     |
| -------------------------- | --------------- | ------ | ------- |
| Supercopa de España        | F. C. Barcelona | España | 2023    |
| Primera División de España | F. C. Barcelona | España | 2022-23 |
| Supercopa de España        | F. C. Barcelona | España | 2025    |
| Copa del Rey               | F. C. Barcelona | España | 2024-25 |
| Primera División de España | F. C. Barcelona | España | 2024-25 |